# Hans Bastian III. von Zehmen
Hans Bastian III. von Zehmen (* 11. Juni 1691 in Markersdorf; † 14. September 1763 in Stauchitz) war königlich-polnischer und kursächsischer Hof-, Justiz- und Appellationsrat.

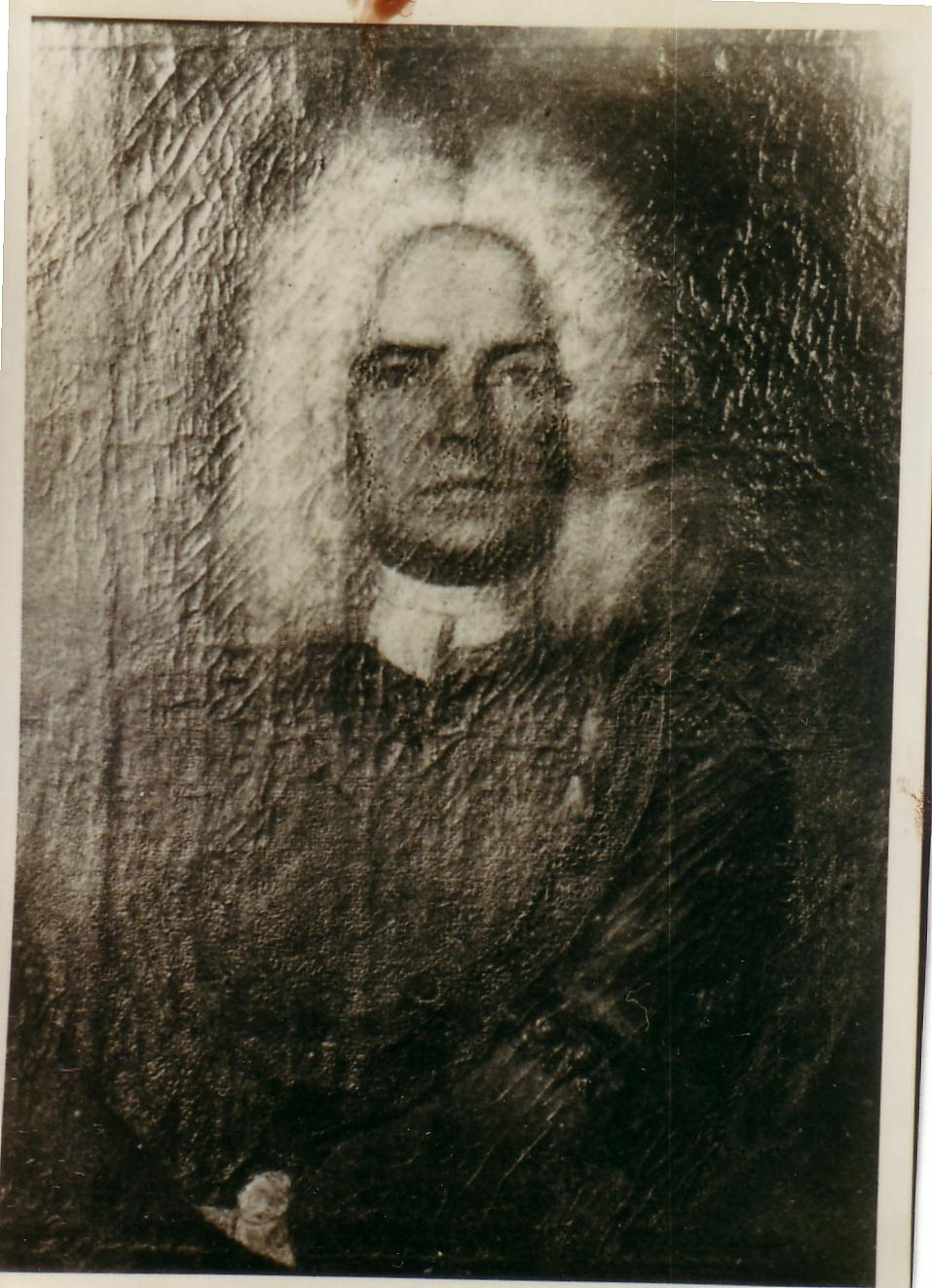
Hans Bastian III. v. Zehmen

## Leben und Wirken
Hans Bastian studierte zusammen mit seinem Bruder Moritz Christoph ab 1709 an der Universität Alma mater Lipsiensis und ab 1712 an der Friedrichs-Universität in Halle Jura. Danach gingen beide zum älteren Bruder Hans Georg v.Z. nach Dresden, um Exerzitia zu treiben. Er ritt auf der Königlichen Bahn und lernte den Hof kennen. Wie in damaliger Zeit üblich, unternahm er eine Kavalierstour und reiste 1714 durch Europa, z. B. nach Holland, England und Frankreich. Hans Bastian III. wurde am 4. November 1716 Kammerjunker der Kurfürstin Witwe Anna Sophie von Dänemark und Norwegen und trat später in die Dienste des sächsischen Kurfürsten Friedrich August I. (August der Starke). Am 13. August 1717 wurde er cum voto et sessione (mit Sitz und Stimme) Königlich-Polnischer und Kurfürstlich-Sächsischer Hof- und Justizrat sowie am 4. August 1727 Rat beim Appellationsgericht. Kurfürst Friedrich August II. bewilligte ihm den vom Vater (August dem Starken) verweigerten Abschied am 17. Juli 1733, jedoch mit dem Befehl die Erbhuldigung noch in elf Ämtern einzunehmen. 
Hans Bastian III. von Zehmen stammte aus dem meißnisch-sächsischen Geschlecht der von Zehmen mit dem gleichnamigen Stammhaus Zehmen bei Leipzig. Ferner war er Erb- und Gerichtsherr auf Weißig, Stauchitz und anderen Rittergütern. Er hatte sich am 2. Juli 1720 mit Magdalene Elisabeth Bose vermählt. Zusammen hatten sie 21 Kinder, von denen jedoch 13 früh verstorben sind.